# Craig County (Virginie)
Craig County je okres amerického státu Virginie založený v roce 1851. Hlavním městem je New Castle. Leží u hranic se státem Západní Virginie. Pojmenovaný je podle amerického politika, člena Sněmovny reprezentantů Roberta Craiga (1792–1852).

## Sousední okresy
| Růžice kompasu |                    | Alleghany County  |                  | Růžice kompasu |
| Růžice kompasu | Monroe County (WV) | Sever             | Botetourt County | Růžice kompasu |
| Růžice kompasu | Monroe County (WV) | Craig County      | Botetourt County | Růžice kompasu |
| Růžice kompasu | Monroe County (WV) | Jih               | Botetourt County | Růžice kompasu |
| Růžice kompasu | Giles County       | Montgomery County | Roanoke County   | Růžice kompasu |